# Ponte sul Bras de la Plaine
Il ponte sul Bras de la Plaine è un ponte stradale e pedonale che supera la gola formata dal fiume Bras de la Plaine nell'Isola di Riunione, dipartimento d'oltremare francese. L'impalcato si trova a 110 metri di altezza rispetto al fondovalle.

## Descrizione
I lavori di costruzione sono iniziati nel 2000 e terminati il 16 dicembre 2002. La struttura è essenzialmente formata da due ponti sospesi che si uniscono in mezzeria. L'impalcato è realizzato in cemento armato precompresso; sotto si esso si trova una doppia capriata in acciaio di tipo Warren a cui è agganciata una lastra di cemento armato precompresso di spessore variabile, che forma un profilo parabolico interrotto in corrispondenza della mezzeria.
Complessivamente il ponte è lungo 305 metri, di cui quasi 281 rappresentati dall'unica campata sopra la gola. L'impalcato ospita due corsie stradali, una per senso di marcia, e due marciapiedi pedonali.
Nel 2003 la struttura ha vinto l'Outstanding Structure Award dell'International Association for Bridge and Structural Engineering.